# Accelerație redusă
Acccelerația redusă, reprezintă în mecanică, o mărime fizică dată de accelerația liniară a unei particule (punct material) raportată la pătratul vitezei sale unghiulare, ambele exprimate față de același sistem de referință. Ea poate fi exprimată matematic prin formula
Accelerația redusă este o mărime cinematică vectorială și se măsoară în SI în {\displaystyle ms^{-3}}